# Lofi Girl
Lofi Girl  (до 2021 мав назву ChilledCow)— канал на YouTube та французький лейбл, створений у 2017 році. Він надає пряму трансляцію хіп-хоп lofi музики 24/7, в супроводі анімації в японському стилі із зображенням дівчини, яка навчається або розслабляється, та її кота на підвіконні.

## Редакційна лінія
Канал пропонує кілька відео для прослуховування хіп-хоп музики.. Найвідомішим є пряма трансляція музики, що йде безперервно протягом кількох років.
Музика, що випускається, походить від їх власного лейблу або виконавців, які надали відповідний дозвіл.
Той факт, що музика завжди в прямому ефірі, заважає YouTube розміщувати рекламу, яка могла б скоротити трансляцію.
Музика, що транслюється каналом, може бути використана для глибокої роботи.
Вчені з Каліфорнійського університету в Санта-Крус показали в дослідженні, що парасоціальні стосунки можуть бути застосовані до таких персонажів, як Lofi Girl.

## Історія
18 березня 2015 на YouTube Дімітрій Сомоґуй (Dimitri Somoguy) створив канал "ChilledCow". 25 лютого 2017 канал почав прямий етер із lo-fi хіп-хоп музикою, що позиціонувався як розслабляюча музика для тих, хто працює чи вчиться.
У липні 2017 року пряму трансляцію було заблоковано YouTube у зв'язку з тим, що канал використовував образи персонажа Сідзуку Цукісіми з анімаційного фільму Шепіт серця (1995). У вересні 2017 року трансялцію було відновлено, на цей раз використовувався власний образ Lofi Girl.
У лютому 2020 YouTube на короткий термін видалив канал без пояснень, проте пізніше відновив його через суспільне невдоволення. Оригінальна пряма трансляція, зупинена блокуванням, тривала понад 13000 годин, що робить її найдовшим відео на YouTube.
У березні 2021 року канал було перейменовано з ChilledCow на Lofi Girl. Зміну назви було пояснено тим, що персонаж Lofi Girl став символом каналу і відповідав би новій назві каналу.
Станом на 2 лютого 2022 року канал перетнув позначку у 10 млн підписників. Пряма трансляція, що тривала із 22 лютого 2020 року налічувала понад сім мільйонів вподобань.

## Інші проєкти

### синтезатор
У 2023 році канал запускає новий прямий ефір з музикою синтезатор.

### Wattpad
У 2023 році YouTube-канал Wattpad опублікував відео, на якому зображений персонаж, що нагадує Lofi Girl, яка пише текст на комп'ютері. Wattpad оголошує про партнерство з каналом Lofi Girl і запуск конкурсу від Wattpad.

### Lego
У вересні 2023 року канал Lofi Girl показує відео, де персонаж бачить, як його руки перетворюються на руки Lego. Це відео знаменує собою оголошення про партнерство з Lego.

### Renault
У березні 2024 року канал Renault на YouTube випустив в ефір книгу, де персонаж, що нагадує Lofi Girl, рухається на Renault 5, а потім на новій моделі Renault 5. Це комерційне партнерство з брендом Renault.

### Fortnite
У травні 2024 року канал оголосив, що створює простір на Fortnite.